# Vin santo toscano

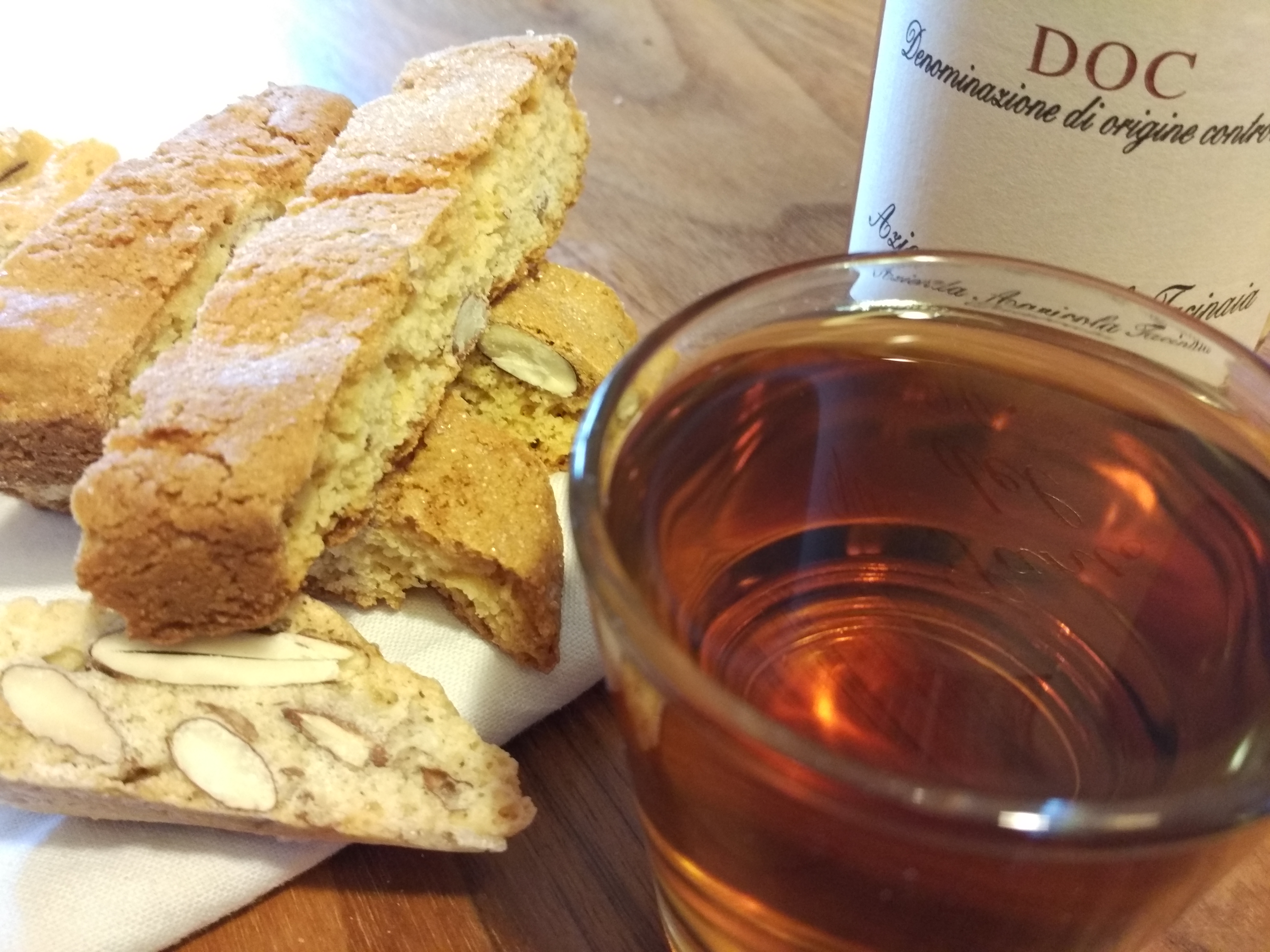
Cantuccini e vin santo, accoppiata classica

Il vin santo toscano (o vinsanto) è un vino prodotto da uve lasciate appassire dopo la raccolta (vedi vino passito). Il vin santo viene spesso abbinato al dessert. Questo bevanda tradizionale toscana e umbra è fatto con uva di tipo Trebbiano e Malvasia. Spesso si tratta di un vino dolce. Può essere anche prodotto con uve Sangiovese e in questo caso si parla di vinsanto occhio di pernice. Molto spesso viene servito coi cantucci.

## Origine del nome
Ci sono varie teorie sull'origine di questo nome.
Una versione da Siena parla di un frate francescano che nel 1348 curava le vittime della peste con un vino che era comunemente usato dai confratelli per celebrare messa; subito si diffuse la convinzione che tale vino avesse proprietà miracolose, portandogli l'epiteto santo.
Un'altra versione viene da Firenze: durante il Concilio di Firenze del 1439, il metropolita greco Giovanni Bessarione proclamò, mentre stava bevendo il vin pretto: "Questo è il vino Xantos!", forse riferendosi a un certo vino passito greco (un vino fatto con uva sultanina pressata) di Santorini. I suoi commensali, che avevano confuso la parola "Xantos" con 'santos', credettero che egli avesse scoperto nel vino qualità degne di essere definite "sante". In ogni caso, da quel momento il vin pretto fu chiamato Vin Santo. Una variante della storia narra che egli abbia usato la parola Xanthos (in greco ξάνθος significa giallo) mentre parlava del vino.
L'origine meno romantica, ma probabilmente più verosimile, è l'associazione di questo vino con il suo uso comune durante la messa.
Secondo un'altra versione il vino è denominato Vinsanto perché anticamente le uve venivano fatte appassire fino alla settimana santa, indi poi pigiate e torchiate.

## Produzione

### Produzione tradizionale

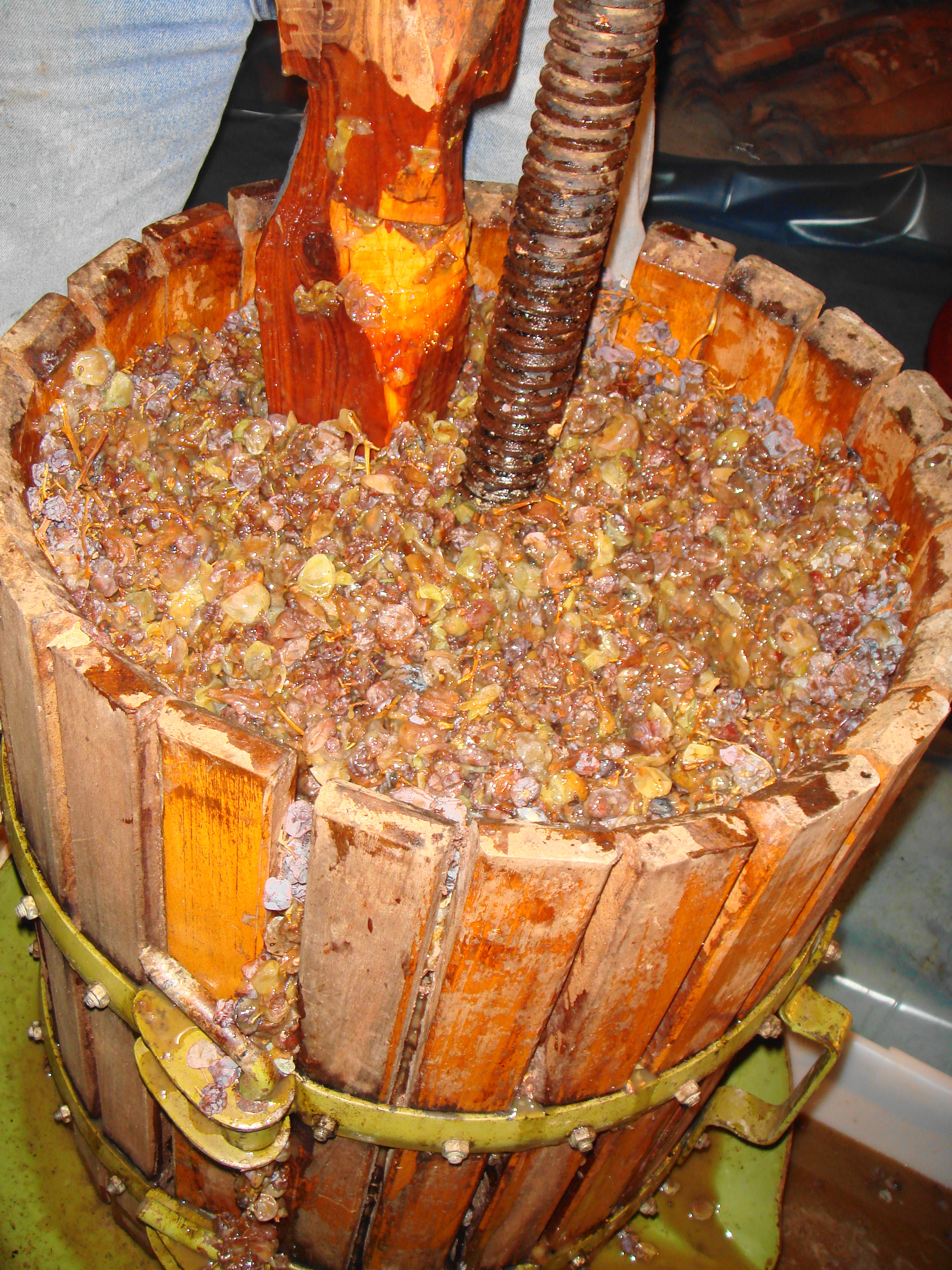
Lavorazione dei raspi di vino trebbiano per il Vinsanto

Tradizionalmente il vinsanto veniva prodotto raccogliendo i migliori grappoli (vendemmia "per scelti") e quindi appassendoli in modo deciso coricandoli su stuoie o appendendoli a ganci (tradizionalmente le uve venivano stuoiate o appese in periodi di luna calante, o dura, con la convinzione di evitare così che marcissero). Ad appassimento avvenuto le uve venivano pigiate e il mosto (con o senza vinacce dipendendo dalla tradizione seguita) veniva trasferito in caratelli di legni vari e di dimensione variabile (in genere tra 15 e 50 litri) da cui era stato appena tolto il vinsanto della produzione precedente. Durante questa operazione si prendeva cura che la feccia della passata produzione non uscisse dal caratello in quanto la si credeva responsabile della buona riuscita del vinsanto stesso, tanto da chiamarla madre del vinsanto. I caratelli erano sigillati e in genere dislocati nella soffitta della villa padronale o comunque in un sottotetto in quanto si riteneva che le forti escursioni termiche estate-inverno giovassero alla fermentazione e/o ai sentori del vino. Generalmente si riteneva che tre anni di fermentazione/invecchiamento fossero sufficienti per la produzione di un buon vinsanto anche se alcuni produttori lo invecchiavano (e lo invecchiano tuttora) per più di dieci anni.

### Difficoltà fermentative

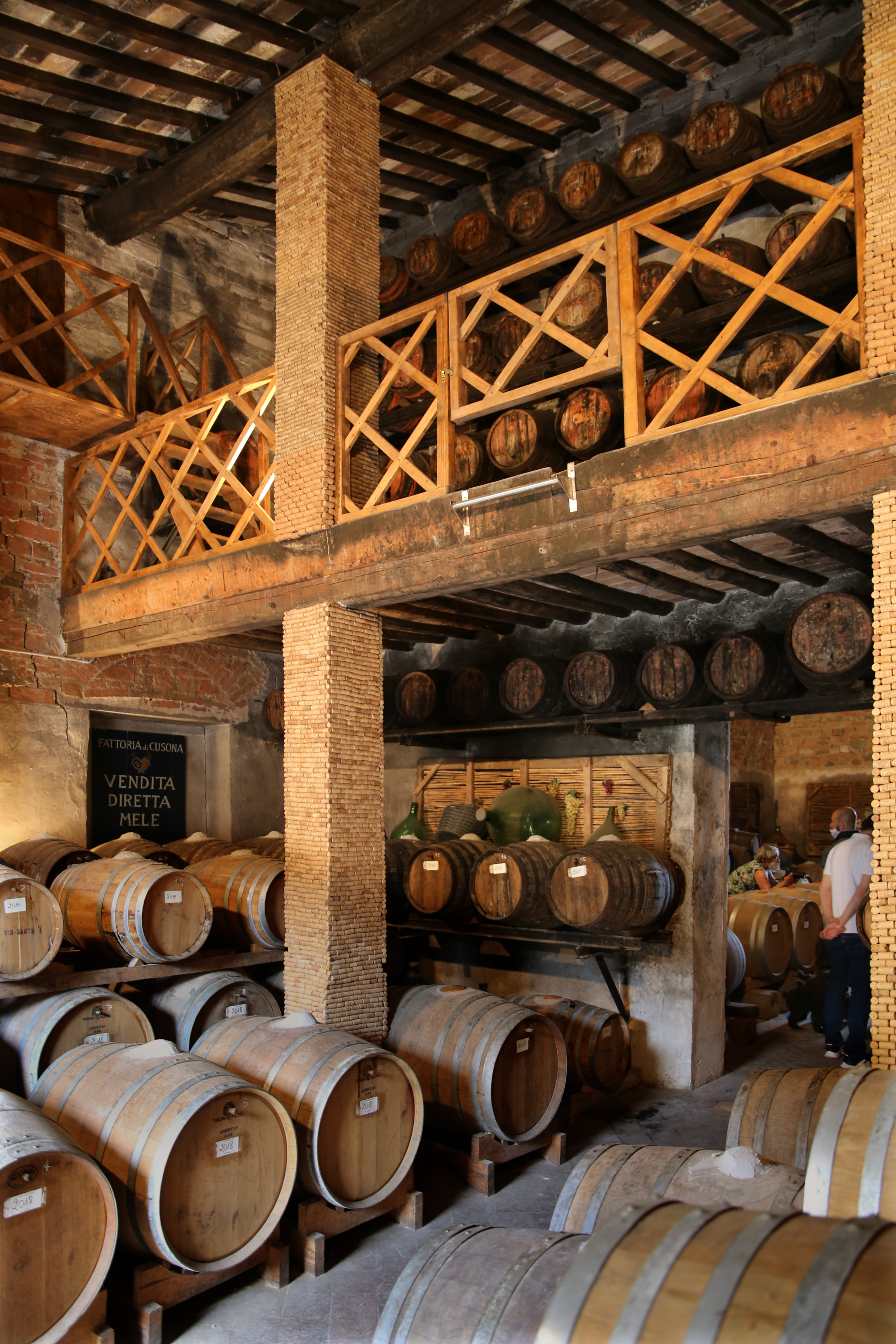
Una moderna vinsantaia in Toscana

Il mosto del vin santo a causa del forte appassimento delle uve ha una concentrazione zuccherina molto alta che poi si rispecchia in un tenore alcolico altrettanto alto, fino a oltre il 19% nei vini secchi. Tradizionalmente in Toscana (e in moltissime altre regioni vinicole) non si usava il lievito per produrre il vino. In realtà si utilizzavano inconsapevolmente quei lieviti cosiddetti indigeni che si trovano sulla pruina e generalmente sugli attrezzi di cantina, nell'aria etc. Questi lieviti appartenenti a varie famiglie e provenienti dai più diversi mondi (dipendendo dalla zona: panificazione, industria della birra, altri viticoltori, presenza naturale etc.) difficilmente riescono a sopravvivere in ambiente con un titolo alcolometrico maggiore del 13%. La fermentazione completa o quasi completa del mosto del Vin Santo risultava quindi cosa non automatica. Per ovviare a questo nei tempi passati si poneva a fermentare il mosto in diversi recipienti piccoli (i caratelli) nella speranza che almeno uno venisse attaccato da un lievito capace di tollerare le alte concentrazioni alcoliche. Quando questo succedeva, si conservava gelosamente la feccia di quel caratello, che veniva divisa negli altri caratelli per stimolare la fermentazione dei nuovi mosti e poi più volte riusata nel corso degli anni, chiamandola appunto madre. In effetti la feccia contiene anche lieviti, così come rimangono lieviti nel legno del caratello, che infatti non veniva mai lavato e veniva riusato innumerevoli volte.

### Produzione moderna
Nella produzione moderna, si tende a usare esclusivamente contenitori in legno nuovo o relativamente nuovo e a innescare la fermentazione con l'inoculo di lieviti selezionati adatti alle alte concentrazioni zuccherine. Moltissimi produttori, comunque, aggiungono una minima quantità di madre per ricreare lo spettro dei sentori tradizionali.

## Consumo

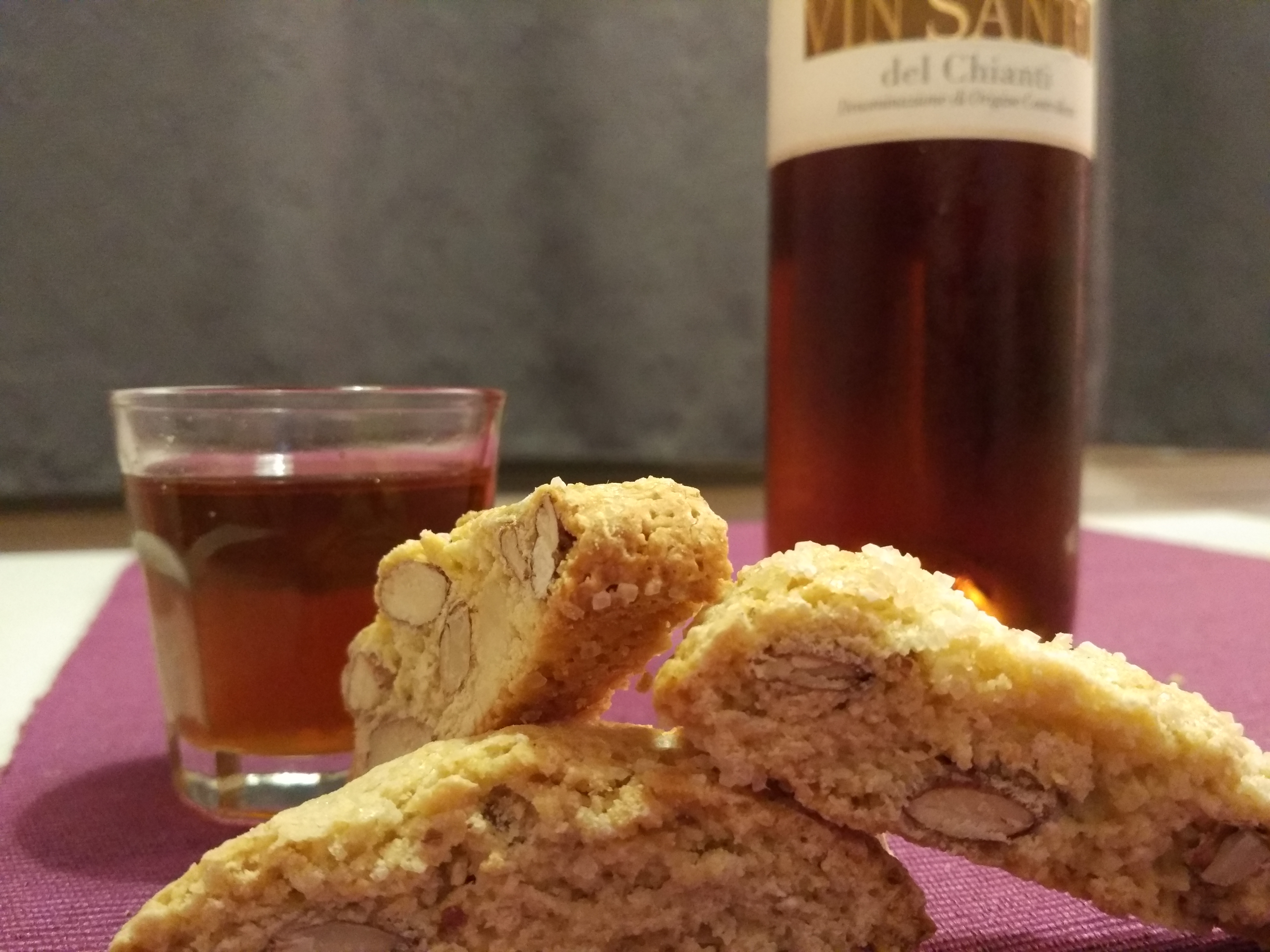

In Toscana sono di uso comune i "cantucci e vin santo"; cioè un bicchiere di vin santo servito con i dolci regionali tipici, detti "cantucci" (o cantuccini). Questi biscotti possono essere inzuppati nel vinsanto per ammorbidirli e accentuarne il sapore.
In Umbria il consumo è associato alle fave dei morti, biscotto di pasta di mandorle tipico del periodo della Commemorazione dei Defunti, alla ciaramicola (dolce tipico della Pasqua) e al ciambellone (o torcolo).